# Arrondissement Argentan
Das Arrondissement Argentan ist eine Verwaltungseinheit des französischen Départements Orne innerhalb der Region Normandie. Verwaltungssitz (Unterpräfektur) ist Argentan.

## Wahlkreise
Im Arrondissement liegen acht Wahlkreise (Kantone):
- Kanton Argentan-1
- Kanton Argentan-2
- Kanton Athis-Val de Rouvre
- Kanton Domfront en Poiraie
- Kanton La Ferté-Macé (mit zwölf von 14 Gemeinden)
- Kanton Flers-1
- Kanton Flers-2
- Kanton Magny-le-Désert (mit 14 von 39 Gemeinden)

## Gemeinden
Die Gemeinden des Arrondissements Alençon sind:
| 1. Argentan (61006)                        | 2. Athis-Val de Rouvre (61007)           | 3. Aubusson (61011)                   | 4. Aunou-le-Faucon (61014)                 |
| 5. Avoine (61020)                          | 6. Avrilly (Orne) (61021)                | 7. Bailleul (61023)                   | 8. Banvou (61024)                          |
| 9. Bazoches-au-Houlme (61028)              | 10. Bellou-en-Houlme (61040)             | 11. Berjou (61044)                    | 12. Boischampré (61375)                    |
| 13. Boucé (61055)                          | 14. Brieux (61062)                       | 15. Briouze (61063)                   | 16. Cahan (61069)                          |
| 17. Caligny (61070)                        | 18. Cerisy-Belle-Étoile (61078)          | 19. Champcerie (61084)                | 20. Champsecret (61091)                    |
| 21. Chanu (61093)                          | 22. Commeaux (61114)                     | 23. Coudehard (61120)                 | 24. Coulonces (61123)                      |
| 25. Craménil (61137)                       | 26. Domfront en Poiraie (61145)          | 27. Dompierre (61146)                 | 28. Durcet (61148)                         |
| 29. Échalou (61149)                        | 30. Écorches (61152)                     | 31. Écouché-les-Vallées (61153)       | 32. Faverolles (61158)                     |
| 33. Flers (61169)                          | 34. Fleuré (61170)                       | 35. Fontaine-les-Bassets (61171)      | 36. Giel-Courteilles (61189)               |
| 37. Ginai (61190)                          | 38. Gouffern en Auge (61474)             | 39. Guêprei (61197)                   | 40. Habloville (61199)                     |
| 41. Joué-du-Plain (61210)                  | 42. Juvigny-sur-Orne (61212)             | 43. La Bazoque (61030)                | 44. La Chapelle-au-Moine (61094)           |
| 45. La Chapelle-Biche (61095)              | 46. La Coulonche (61124)                 | 47. La Ferrière-aux-Étangs (61163)    | 48. La Ferté Macé (61168)                  |
| 49. La Lande-de-Lougé (61217)              | 50. La Lande-Patry (61218)               | 51. La Lande-Saint-Siméon (61219)     | 52. La Selle-la-Forge (61466)              |
| 53. Landigou (61221)                       | 54. Landisacq (61222)                    | 55. Le Châtellier (61102)             | 56. Le Grais (61195)                       |
| 57. Le Ménil-Ciboult (61262)               | 58. Le Ménil-de-Briouze (61260)          | 59. Le Pin-au-Haras (61328)           | 60. Les Monts d’Andaine (61463)            |
| 61. Les Yveteaux (61512)                   | 62. Lignou (61227)                       | 63. Lonlay-l’Abbaye (61232)           | 64. Lonlay-le-Tesson (61233)               |
| 65. Lougé-sur-Maire (61237)                | 66. Louvières-en-Auge (61238)            | 67. Ménil-Gondouin (61265)            | 68. Ménil-Hermei (61267)                   |
| 69. Ménil-Hubert-sur-Orne (61269)          | 70. Ménil-Vin (61273)                    | 71. Merri (61276)                     | 72. Messei (61278)                         |
| 73. Moncy (61281)                          | 74. Montabard (61283)                    | 75. Montilly-sur-Noireau (61287)      | 76. Mont-Ormel (61289)                     |
| 77. Montreuil-au-Houlme (61290)            | 78. Montreuil-la-Cambe (61291)           | 79. Montsecret-Clairefougère (61292)  | 80. Monts-sur-Orne (61194)                 |
| 81. Moulins-sur-Orne (61298)               | 82. Neauphe-sur-Dive (61302)             | 83. Nécy (61303)                      | 84. Neuvy-au-Houlme (61308)                |
| 85. Occagnes (61314)                       | 86. Ommoy (61316)                        | 87. Pointel (61332)                   | 88. Putanges-le-Lac (61339)                |
| 89. Rânes (61344)                          | 90. Ri (61349)                           | 91. Rônai (61352)                     | 92. Sai (61358)                            |
| 93. Saint-André-de-Briouze (61361)         | 94. Saint-André-de-Messei (61362)        | 95. Saint-Bômer-les-Forges (61369)    | 96. Saint-Brice (61370)                    |
| 97. Saint-Brice-sous-Rânes (61371)         | 98. Saint-Christophe-de-Chaulieu (61374) | 99. Saint-Clair-de-Halouze (61376)    | 100. Sainte-Honorine-la-Chardonne (61407)  |
| 101. Sainte-Honorine-la-Guillaume (61408)  | 102. Sainte-Opportune (61436)            | 103. Saint-Georges-d’Annebecq (61390) | 104. Saint-Georges-des-Groseillers (61391) |
| 105. Saint-Gervais-des-Sablons (61399)     | 106. Saint-Gilles-des-Marais (61401)     | 107. Saint-Hilaire-de-Briouze (61402) | 108. Saint-Lambert-sur-Dive (61413)        |
| 109. Saint-Paul (61443)                    | 110. Saint-Philbert-sur-Orne (61444)     | 111. Saint-Pierre-d’Entremont (61445) | 112. Saint-Pierre-du-Regard (61447)        |
| 113. Saint-Quentin-les-Chardonnets (61451) | 114. Saires-la-Verrerie (61459)          | 115. Sarceaux (61462)                 | 116. Sévigny (61472)                       |
| 117. Sevrai (61473)                        | 118. Tanques (61479)                     | 119. Tinchebray-Bocage (61486)        | 120. Tournai-sur-Dive (61490)              |
| 121. Trun (61494)                          | 122. Vieux-Pont (61503)                  | 123. Villedieu-lès-Bailleul (61505)   |                                            |

## Neuordnung der Arrondissements 2017

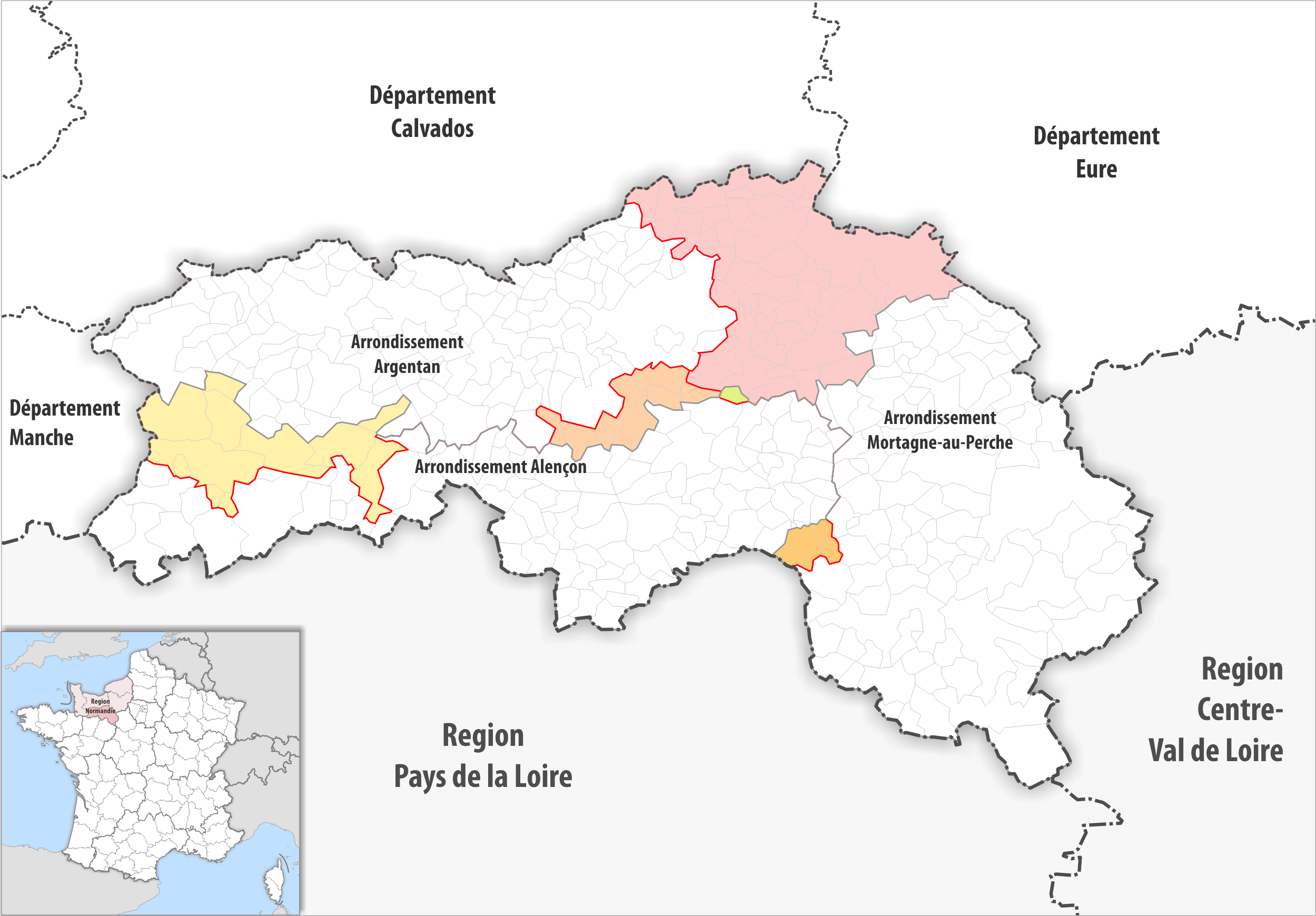
Arrondissementsanpassungen im Jahr 2017

Durch die Neuordnung der Arrondissements im Jahr 2017 wurden aus dem Arrondissement Alençon die Fläche der elf Gemeinen Avrilly, Champsecret, Domfront en Poiraie, La Ferté-Macé, Lonlay-l’Abbaye, Lonlay-le-Tesson, Les Monts d’Andaine, Saint-Bômer-les-Forges, Saint-Brice, Saint-Clair-de-Halouze und Saint-Gilles-des-Marais dem Arrondissement Argentan zugewiesen.
Dafür wurden dem Arrondissement Alençon die acht Gemeinden Almenêches, La Bellière, Boissei-la-Lande, Le Château-d’Almenêches, Francheville, Médavy, Montmerrei und Mortrée sowie die Fläche der ehemaligen Gemeinde Marmouillé aus dem Arrondissement Argentan zugewiesen.
Weiter wurde die Fläche der 49 Gemeinden Aubry-le-Panthou, Les Authieux-du-Puits, Avernes-Saint-Gourgon, Le Bosc-Renoult, Camembert, Canapville, Champ-Haut, Les Champeaux, Champosoult, Chaumont, Cisai-Saint-Aubin, Coulmer, Croisilles, Crouttes, Échauffour, La Ferté-en-Ouche, La Fresnaie-Fayel, Fresnay-le-Samson, Gacé, La Genevraie, La Gonfrière, Guerquesalles, Lignères, Mardilly, Ménil-Froger, Ménil-Hubert-en-Exmes, Le Ménil-Vicomte, Le Merlerault, Neuville-sur-Touques, Nonant-le-Pin, Orgères, Planches, Pontchardon, Le Renouard, Résenlieu, Roiville, Saint-Aubin-de-Bonneval, Saint-Evroult-de-Montfort, Saint-Evroult-Notre-Dame-du-Bois, Saint-Germain-d’Aunay, Saint-Germain-de-Clairefeuille, Saint-Nicolas-de-Sommaire, Sainte-Gauburge-Sainte-Colombe, Le Sap-André, Sap-en-Auge, Ticheville, Touquettes, La Trinité-des-Laitiers und Vimoutiers vom Arrondissement Argentan dem Arrondissement Mortagne-au-Perche zugewiesen.

## Ehemalige Gemeinden seit der landesweiten Neuordnung der Kantone
bis 2017:
Fontenai-sur-Orne, Goulet, Montgaroult, Sentilly
bis 2016:
Aubry-en-Exmes, Avernes-sous-Exmes, Le Bourg-Saint-Léonard, Chambois, La Cochère, Courménil, Exmes, Fel, Omméel, Saint-Pierre-la-Rivière, Silly-en-Gouffern, Survie, Urou-et-Crennes, Villebadin
bis 2015:
Anceins, Athis-de-l’Orne, Batilly, Bocquencé, Bréel, La Carneille, Chênedouit, La Courbe, Couvains, Écouché, La Ferté-Frênel, La Forêt-Auvray, La Fresnaye-au-Sauvage, Gauville, Glos-la-Ferrière, Heugon, Loucé, Marmouillé, Ménil-Jean, Monnai, Notre-Dame-du-Rocher, Orville, Putanges-Pont-Écrepin, Rabodanges, Ronfeugerai, Les Rotours, Saint-Aubert-sur-Orne, Saint-Nicolas-des-Laitiers, Saint-Ouen-sur-Maire, Sainte-Croix-sur-Orne, Le Sap, Ségrie-Fontaine, Serans, Taillebois, Les Tourailles, Villers-en-Ouche